# Megacyllene castanea
Megacyllene castanea là một loài bọ cánh cứng trong họ Cerambycidae.